# Walkeria
Walkeria is een mosdiertjesgeslacht uit de familie van de Walkeriidae en de orde Ctenostomatida. De wetenschappelijke naam ervan is in 1823 voor het eerst geldig gepubliceerd door Fleming.

## Soorten
- Walkeria atlantica (Busk, 1886)
- Walkeria prorepens Kubanin, 1992
- Walkeria tuberosa Heller, 1867
- Walkeria uva (Linnaeus, 1758) = Druifmosdiertje

Niet geaccepteerde soort:
- Walkeria tremula Hincks, 1862 → Bantariella verticillata (Heller, 1867)